# Grant Hill
Grant Henry Hill (Dallas, Texas, 5 de octubre de 1972) es un exjugador de baloncesto estadounidense que disputó dieciocho temporadas en la NBA. Fue uno de los mejores jugadores de su generación, a menudo liderando a su equipo en puntos, rebotes y asistencias, pero una plaga de lesiones le debilitaron notablemente a mediados de su carrera profesional. Con 2,03 metros de altura, jugaba de alero.

## Trayectoria

### Inicios
Hill nació en Dallas, Texas, mientras su padre (Calvin Hill) jugaba como running back en Dallas Cowboys de la NFL, ganando el Rookie Ofensivo del Año en 1969. Su madre se graduó en Wellesley College, quien compartió una suite con Hillary Clinton cuando ambas asistían a Wellesley como freshman. Cuando la carrera en la NFL de su padre llegó a su fin, la familia se mudó a Reston, Virginia, donde Hill se convirtió en una estrella en el Instituto South Lakes y fue elegido en el McDonald's All-American Team de 1990.

### Universidad
Tras abandonar el instituto, llegó la hora de seleccionar universidad; su madre quería que Hill asistiera a la Universidad de Georgetown mientras que su padre prefería la Universidad de North Carolina. Hill escogió un camino neutro y decidió elegir la Universidad de Duke como su destino, donde jugó cuatro exitosas temporadas con los Blue Devils, ganando los campeonatos de la NCAA de 1991 y 1992, convirtiéndose Duke en la primera universidad en ganar dos títulos consecutivos desde UCLA Bruins en 1973. A pesar de la marcha a la NBA de Christian Laettner y Bobby Hurley, dos de los jugadores más importantes del equipo, los Blue Devils alcanzaron nuevamente en 1994 la final de la NCAA, perdiendo esta vez ante Arkansas Razorbacks. Hill ganó el premio al jugador más defensivo del año en 1993, mientras que en 1994 fue nombrado mejor jugador de la Atlantic Coast Conference y en el mejor quinteto de la conferencia tras promediar 17.4 puntos, 6.9 rebotes y 5.2 asistencias por partido. En su año sophomore y junior fue elegido en el segundo equipo del All-American, promediando 14 y 18 puntos por encuentro respectivamente. En su año freshman, ganó la medalla de bronce con su selección en los Juegos Panamericanos de 1991 en La Habana, Cuba.
Durante su carrera universitaria, Hill se convirtió en el primer jugador en la historia de la ACC en conseguir más de 1900 puntos, 700 rebotes, 400 asistencias, 200 robos de balón y 100 tapones. Además, promedió 14.9 puntos, 6 rebotes y 3.6 asistencias en 129 partidos con Duke. Su dorsal 33 fue retirado por los Blue Devils, siendo el octavo jugador en la historia de la universidad en recibir tal honor.

### NBA

#### Detroit Pistons (1994-2000)
Grant Hill fue seleccionado por Detroit Pistons en la tercera posición del Draft de 1994. En su primera temporada en la liga promedió 19.9 puntos, 6.4 rebotes, 5 asistencias y 1.77 robos por partido, convirtiéndose en el primer rookie de los Pistons desde Isiah Thomas en la campaña 1981-82 en anotar más de 1000 puntos. Hill fue nombrado Rookie del Año junto con Jason Kidd, base de Dallas Mavericks, siendo así el primer Piston desde Dave Bing en 1967 en ganar el trofeo. Hill también ganó el Rookie del Año de Sporting News. Fue nombrado en el mejor quinteto de la liga en 1997, y en el segundo en 1996, 1998, 1999 y 2000. Hill también fue un asiduo en el All-Star Game, siendo el primer rookie en la historia de la NBA en liderar la votación para disputar el All-Star con 1.289.585 votos.
En su segunda temporada en la NBA lideró de nuevo la votación del All-Star Game, superando a Michael Jordan en su primer evento de las estrellas desde que se retiró en 1993. Durante la temporada 1995-96, Hill dio rienda suelta a sus habilidades liderando la liga en triples-dobles con 10. También ganó la medalla de oro con la selección norteamericana en los Juegos Olímpicos de Atlanta en 1996, siendo el quinto máximo anotador del equipo con 9.7 puntos por partido y primero en robos con 18. La siguiente campaña de Hill fue mejor, promediando 21.4 puntos, 9.0 rebotes, 7.3 asistencias y 1.80 robos de balón por noche, siendo nombrado en el mejor quinteto de la liga y convirtiéndose en el primer jugador desde Larry Bird en 1990 en promediar en una campaña más de 20 puntos, 9 rebotes y 7 asistencias. Fue elegido el mejor jugador del mes de enero y mejor de la semana en dos ocasiones, además de ganar el Premio IBM, galardón recibido por el jugador que más aporta al equipo con sus propias estadísticas. Finalizó tercero en la votación para el MVP de la temporada, por detrás de Karl Malone y Michael Jordan, y lideró la liga nuevamente en triples-dobles con 13, seis de ellos en los últimos 11 partidos de la temporada regular.   
Como Scottie Pippen en Chicago Bulls, Hill asumió el rol de ala-pívot en los Pistons, controlando la ofensiva del equipo. Como resultado, entre las temporadas 1995-96 y 1998-99, Hill lideró la liga en asistencias por partido entre los no-guards (ni bases, ni escoltas) todas esas campañas. En la acortada temporada 1998-99, lideró a los Pistons en anotación, rebotes y asistencias por tercera vez, uniéndose a Wilt Chamberlain y Elgin Baylor en el club de los jugadores capaces de liderar a sus respectivos equipos en esas tres categorías estadísticas más de una temporada. Hill fue seleccionado para disputar el Mundial de 1998, pero debido al cierre patronal ningún jugador de la NBA asistió al campeonato.
En la temporada 1999-00, Hill se consagró como uno de los máximos anotadores de la NBA promediando 25.8 puntos con un 49% en tiros de campo, finalizando tercero en la liga en anotación detrás de Shaquille O'Neal y Allen Iverson. Además, aportó también 6.6 rebotes y 5.2 asistencias por noche en 74 partidos, siendo nombrado en el segundo mejor quinteto de la liga. Sin embargo, a pesar de los logros individuales de Hill, los Pistons no llegaron lejos en playoffs en ninguno de los años de la era de Hill, eliminándose en primera ronda en 1996, 1997 y 1999, y directamente no accediendo a la postemporada en 1995 y 1999. En los playoffs de 2000, las cosas no fueron diferentes; el 15 de abril, antes de la postemporada, Hill se lesionó el tobillo izquierdo en un partido ante Philadelphia 76ers. A pesar de su lesión, el jugador fue tachado de "blando" por algunos fanes, por lo que decidió disputar la primera ronda contra Miami Heat. La herida empeoró y forzó a Hill a perderse la mitad del segundo partido de la serie, barriendo los Heat a los Pistons en el tercer y definitivo encuentro. Hill fue principalmente seleccionado para disputar los Juegos Olímpicos de Sídney 2000, pero no pudo jugar debido a su lesión de tobillo.

#### Orlando Magic (2000-2007)
El 3 de agosto de 2000, Hill fue traspasado a Orlando Magic por Chucky Atkins y Ben Wallace. Los Magic esperaban que Hill y Tracy McGrady, nueva estrella recientemente fichado de Toronto Raptors, formaran una de las mejores parejas anotadoras de la liga y devolver a los Magic a la élite de la NBA. Hill volvió a tener serios problemas de lesiones de tobillo, disputando tan solo cuatro partidos en su primera temporada en Orlando, 14 en la segunda y 29 en la tercera. En su cuarto año en los Magic tuvo que pasarse la temporada entera sin poder jugar, mientras que su exequipo los Pistons ganaban el campeonato.
En marzo de 2003, se le fracturó su maltrecho tobillo para realinearlo con el talón. Sin embargo, Hill comenzó a tener 40.5 °C de fiebre y convulsiones. Inmediatamente ingreso en urgencias, donde padeció varios espasmos y necesitó un injerto de piel de su propio brazo para coser la herida, estando al borde de la muerte. Estuvo hospitalizado durante una semana y tuvo que tomar antibióticos intravenosos en los siguientes seis meses.
Tras meditar la retirada, Hill regresó en la temporada 2004-05. A pesar de varias lesiones que le impidieron disputar algunos encuentros, Hill jugó 67 partidos, superandon la cantidad de encuentros totales que jugó en sus últimas campañas en los Magic. Promedió 19.7 puntos, 4.7 rebotes, 3.3 asistencias y 1.45 robos de balón en 34.9 minutos de juego por partido, disputando como titular su sexto All-Star Game. Además, al final de la temporada fue nombrado jugador más deportivo del año.
En la siguiente temporada, Hill volvió a ser castigado por las lesiones, pudiendo jugar solamente 21 partidos, promediando 15.1 puntos, 3.8 rebotes y 2.3 asistencias por noche. Tras operarse de la hernia, Hill declaró que si tenía que volver a pasar por el quirófano una vez más se retiraría. En la campaña 2006-07, Hill pudo regresar sano tras recibir terapia de rotación del tobillo por parte de especialistas en Vancouver durante la pretemporada, y posteriormente afirmando que ha recuperado mucho movimiento en el tobillo. A pesar de pequeñas lesiones, Hill disputó 65 partidos y llevó a los Magic de vuelta a playoffs como octavos de la Conferencia Este, aportando 14.4 puntos, 3.6 rebotes, 2.1 asistencias y 51.8% en tiros de campo (mejor marca en su carrera) en 30.9 minutos. En postemporada cayeron en primera ronda ante su antiguo equipo, Detroit Pistons, en cuatro partidos. Tras la serie, los Magic dejaron a Hill decidir su futuro, si bien regresar en la siguiente temporada con los Magic, fichar por otro equipo o retirarse.

#### Phoenix Suns (2007-2012)
El 1 de julio de 2007 se convirtió en agente libre no restringido y cinco días después fichó por Phoenix Suns. Su salario es de 1.83 millones de dólares en su primera temporada y de 1.97 en la siguiente. En su primera temporada en los Suns, disputó 70 partidos por primera vez desde que dejó los Pistons, y promedió 13.1 puntos, 5 rebotes y 2.9 asistencias por encuentro. En playoffs, fue eliminado en primera ronda por San Antonio Spurs en cinco partidos.

#### Los Angeles Clippers (2012–2013)
El 18 de julio de 2012, Hill firmó un contrato con Los Angeles Clippers.
El 1 de junio de 2013, Hill anuncia que se retira del baloncesto profesional después de jugar 19 temporadas en la NBA.

### Retirada
Fue elegido en la 74.ª posición en la lista de los 75 mejores jugadores de la historia de la NBA publicada por SLAM Magazine en 2003.
El 31 de marzo de 2018 es incluido en el Basketball Hall of Fame de la NBA.

## Estadísticas de su carrera en la NBA

### Temporada regular
| Año      | Equipo        | PJ   | PT  | MPP  | %TC  | %3P   | %TL  | RPP | APP | ROB | TPP | PPP  |
| -------- | ------------- | ---- | --- | ---- | ---- | ----- | ---- | --- | --- | --- | --- | ---- |
| 1994–95  | Detroit       | 70   | 69  | 38.3 | .477 | .148  | .732 | 6.4 | 5.0 | 1.8 | .9  | 19.9 |
| 1995–96  | Detroit       | 80   | 80  | 40.8 | .462 | .192  | .751 | 9.8 | 6.9 | 1.2 | .6  | 20.2 |
| 1996–97  | Detroit       | 80   | 80  | 39.3 | .496 | .303  | .711 | 9.0 | 7.3 | 1.8 | .6  | 21.4 |
| 1997–98  | Detroit       | 81   | 81  | 40.7 | .452 | .143  | .740 | 7.7 | 6.8 | 1.8 | .6  | 21.1 |
| 1998–99  | Detroit       | 50   | 50  | 37.0 | .479 | .000  | .752 | 7.1 | 6.0 | 1.6 | .5  | 21.1 |
| 1999–00  | Detroit       | 74   | 74  | 37.5 | .489 | .347  | .795 | 6.6 | 5.2 | 1.4 | .6  | 25.8 |
| 2000–01  | Orlando       | 4    | 4   | 33.3 | .442 | 1.000 | .615 | 6.3 | 6.3 | 1.2 | .5  | 13.8 |
| 2001–02  | Orlando       | 14   | 14  | 36.6 | .426 | .000  | .863 | 8.9 | 4.6 | .6  | .3  | 16.8 |
| 2002–03  | Orlando       | 29   | 29  | 29.1 | .492 | .250  | .819 | 7.1 | 4.2 | 1.0 | .4  | 14.5 |
| 2004–05  | Orlando       | 67   | 67  | 34.9 | .509 | .231  | .821 | 4.7 | 3.3 | 1.5 | .4  | 19.7 |
| 2005–06  | Orlando       | 21   | 17  | 29.2 | .490 | .250  | .765 | 3.8 | 2.3 | 1.1 | .3  | 15.1 |
| 2006–07  | Orlando       | 65   | 64  | 30.9 | .518 | .167  | .765 | 3.6 | 2.1 | .9  | .4  | 14.4 |
| 2007–08  | Phoenix       | 70   | 68  | 31.7 | .503 | .317  | .867 | 5.0 | 2.9 | .9  | .8  | 13.1 |
| 2008–09  | Phoenix       | 82   | 68  | 29.8 | .523 | .316  | .808 | 4.9 | 2.3 | 1.1 | .7  | 12.0 |
| 2009–10  | Phoenix       | 81   | 81  | 30.0 | .478 | .438  | .817 | 5.5 | 2.4 | .7  | .4  | 11.3 |
| 2010–11  | Phoenix       | 80   | 80  | 30.1 | .484 | .395  | .829 | 4.2 | 2.5 | .8  | .4  | 13.2 |
| 2011–12  | Phoenix       | 49   | 46  | 28.1 | .446 | .264  | .761 | 3.5 | 2.2 | .8  | .6  | 10.2 |
| 2012–13  | L.A. Clippers | 29   | 0   | 15.1 | .388 | .273  | .583 | 1.7 | .9  | .4  | .2  | 3.2  |
| Total    | Total         | 1026 | 972 | 33.9 | .483 | .314  | .769 | 6.0 | 4.1 | 1.2 | .6  | 16.7 |
| All-Star | All-Star      | 6    | 6   | 22.2 | .571 | .500  | .545 | 2.5 | 3.2 | 1.2 | .2  | 10.5 |

### Playoffs
| Año     | Equipo        | PJ | PT | MPP  | %TC  | %3P  | %TL   | RPP | APP | ROB | TPP | PPP  |
| ------- | ------------- | -- | -- | ---- | ---- | ---- | ----- | --- | --- | --- | --- | ---- |
| 1995–96 | Detroit       | 3  | 3  | 38.3 | .564 | .500 | .857  | 7.3 | 3.7 | 1.0 | .0  | 19.0 |
| 1996–97 | Detroit       | 5  | 5  | 40.6 | .437 | .000 | .718  | 6.8 | 5.4 | .8  | 1.0 | 23.6 |
| 1998–99 | Detroit       | 5  | 5  | 35.2 | .457 | .000 | .813  | 7.2 | 7.4 | 2.0 | .4  | 19.4 |
| 1999–00 | Detroit       | 2  | 2  | 27.5 | .375 | .500 | .900  | 5.5 | 4.5 | .5  | .0  | 11.0 |
| 2006–07 | Orlando       | 4  | 4  | 35.8 | .500 | .000 | .667  | 5.5 | 3.8 | .5  | .2  | 15.0 |
| 2007–08 | Phoenix       | 3  | 2  | 22.7 | .455 | .000 | 1.000 | 5.3 | 1.0 | .7  | .3  | 3.7  |
| 2009–10 | Phoenix       | 16 | 16 | 28.3 | .480 | .188 | .868  | 5.8 | 2.3 | .8  | .6  | 9.6  |
| 2012–13 | L.A. Clippers | 1  | 0  | 20.0 | .500 | .000 | .000  | 4.0 | 2.0 | .0  | .0  | 4.0  |
| Total   | Total         | 39 | 37 | 31.6 | .469 | .238 | .781  | 6.1 | 3.6 | .9  | .5  | 13.4 |

## Vida personal
Grant es hijo del jugador de la NFL, Calvin Hill, y de Janet Hill.
Presentó el MTV Video Music Awards de 1995 junto a Ricki Lake.
Durante su paso por la universidad de Duke, estuvo saliendo con la actriz Jada Pinkett Smith.
Luego se casó con la cantante Tamia el 24 de junio de 1999 y tienen una hija llamada Myla Grace, que nació el 23 de enero de 2002. El 9 de agosto de 2007, tuvieron a su segunda hija, Lael Rose Hill, y la familia reside en Windermere (Florida).
Hill es demócrata y donó 2000 dólares a la campaña presidencial de John Kerry en 2004. También participó activamente en las de Barack Obama de 2008 y 2012.
En 2010 fue elegido como el décimo atleta más inteligente en deportes por Sporting News.